# Himalafurca gorkha
Espèce
Himalafurca gorkha est une espèce d'araignées aranéomorphes de la famille des Linyphiidae.

## Distribution
Cette espèce est endémique de la province de Gandaki au Népal,. Elle se rencontre dans le district de Gorkha.

## Description
Le mâle holotype mesure 2,55 mm.

## Systématique et taxinomie
Cette espèce a été décrite par Tanasevitch en 2024.

## Étymologie
Son nom d'espèce lui a été donné en référence au lieu de sa découverte, le district de Gorkha.

## Publication originale
- Tanasevitch, 2024 : « A new species of the spider genus Himalafurca Tanasevitch, 2021 from the Nepal Himalayas (Arachnida: Aranei). » Arthropoda Selecta, vol. 33, no 4, p. 608-610.